# Hiroshi Kajiyama (Turner)
Hiroshi Kajiyama (japanisch 梶山 広司 Kajiyama Hiroshi; * 13. Juni 1953 in der Präfektur Kanagawa) ist ein ehemaliger japanischer Kunstturner.

## Karriere
Kajiyama wurde 1973 bei der Universiade dreifacher Silbermedaillengewinner: im Mannschaftsmehrkampf, am Boden und am Pauschenpferd. Zwei Jahre später wurde er japanischer Meister im Einzelmehrkampf. Bei den Weltmeisterschaften 1974 in Warna gewann er mit der japanischen Mannschaft Gold im Mannschaftsmehrkampf sowie Silber am Boden.
Seine erfolgreichste Universiade absolvierte er 1977, als er in sechs Disziplinen auf das Podest kam. Er gewann Gold im Einzelmehrkampf und am Boden, Silber am Barren, am Reck und im Mannschaftsmehrkampf sowie Bronze am Pauschenpferd.
Bei den Olympischen Spielen 1976 in Montreal wurde Kajiyama mit der japanischen Mannschaft Olympiasieger im Mannschaftsmehrkampf. Im Einzelmehrkampf belegte er Rang fünf, im Sprung gewann er die Bronzemedaille.
Es folgten weitere Erfolge bei Weltmeisterschaften: 1978 gewann er mit der Mannschaft erneut Gold und holte zudem Silber am Barren. Bei den Weltmeisterschaften 1979 erreichte er mit dem Team den zweiten Platz im Mannschaftsmehrkampf.